# Grandval (Puy-de-Dôme)
 Grandval  es una población y comuna francesa, situada en la región de Auvernia, departamento de Puy-de-Dôme, en el distrito de Ambert y cantón de Saint-Amant-Roche-Savine.

## Demografía
| 241 | 204 | 181 | 148 | 124 | 114 |
| Para los censos de 1962 a 1999 la población legal corresponde a la población sin duplicidades (Fuente: INSEE [Consultar]) |     |     |     |     |     |